# Bob Roberts (Fußballspieler, 1859)
Robert John „Bob“ Roberts (* 3. April 1859 in West Bromwich; † 28. Oktober 1929 in Newcastle upon Tyne)  war ein englischer Fußballtorhüter. Dabei machte er vor allem gegen Ende der 1880er Jahre bei dem Verein West Bromwich Albion und in der englischen Nationalmannschaft auf sich aufmerksam.
1879 wurde der Verein The West Bromwich Strollers, der Vorläufer des späteren Fußballvereines, von einer Gruppe Arbeitern der Fabrik Salter's Spring gegründet. Diese spielten zunächst Cricket in Dartmouth Park, entschieden 1882 jedoch, einen Fußballverein, West Bromwich Albion (kurz: „WBA“), zu gründen. Roberts, der auch in der Fabrik arbeitete, spielte für den Verein das erste Mal am 29. Januar 1881 und war von dieser Zeit an auf nahezu jeder Feldposition vertreten, bis er schließlich der Torwart der Mannschaft wurde.
In den ersten Jahren war Roberts der Spitzenspieler des Vereins. Im März 1887 absolvierte er sein erstes internationales Spiel für England gegen Schottland und unterlag mit 2:3. Andere Spieler waren Joseph Lofthouse, Jimmy Forrest und Fred Dewhurst. Roberts nahm auch an zwei weiteren internationalen Spielen gegen Irland teil, die mit 5:1 und 9:1 jeweils siegreich zu Ende gingen.
Roberts verließ WBA im Jahre 1889, kehrte 1891 jedoch noch einmal zurück und nahm an neun weiteren Spielen teil. 1892 verließ er den Verein endgültig und wechselte zu Aston Villa. Im späteren Verlauf des Jahres kehrte er dem professionellen Fußball aber schließlich den Rücken.
Bob Roberts starb 1929.